# 미하마정 (후쿠이현)
미하마정(일본어: 美浜町)은 일본 후쿠이현 남서부 와카사 지방 동부에 있는 미카타군의 정이다. 동해와 접한다.
이전에는 미카타정과 함께 미카타군을 구성했지만 미카타정이 오뉴군 가미나카정과 합병해 와카사정이 되면서 이때 미카타카미나카군을 만들었기 때문에 현재는 미카타군의 유일한 자치체이다.
미하마 원자력 발전소가 위치한다.

## 지리
바다를 배후에 두고 산이 우뚝 솟아 있는 지형이다. 와카사만의 리아스식 해안 일부를 이루고 동쪽으로 쓰루가 반도, 서쪽으로 쓰네가미 반도가 있어 만을 에워싸듯이 정역이 있다. 시가현과의 현 경계에 있는 산들은 800m급으로 비교적 낮은 산이라 하이킹 느낌으로 등산할 수 있는 산이다. 와카사정과의 경계에는 미카타 5호가 있다.

## 역사
- 1954년 2월 11일 - 기타사이고촌, 미나미사이고촌, 미미촌, 산토촌 등 4개 촌이 합병해 미하마정이 신설되었다.

## 인구
| 연도 | 인구   | ±%     |
| ---- | ------ | ------ |
| 1970 | 13,157 | —      |
| 1980 | 13,036 | −0.9%  |
| 1990 | 13,222 | +1.4%  |
| 2000 | 11,630 | −12.0% |
| 2010 | 10,563 | −9.2%  |
| 2020 | 9,179  | −13.1% |

## 기후
| 미하마정의 기후                                              | 미하마정의 기후 | 미하마정의 기후 | 미하마정의 기후 | 미하마정의 기후 | 미하마정의 기후 | 미하마정의 기후 | 미하마정의 기후 | 미하마정의 기후 | 미하마정의 기후 | 미하마정의 기후 | 미하마정의 기후 | 미하마정의 기후 | 미하마정의 기후 |
| 월                                                           | 1월             | 2월             | 3월             | 4월             | 5월             | 6월             | 7월             | 8월             | 9월             | 10월            | 11월            | 12월            | 연간            |
| ------------------------------------------------------------ | --------------- | --------------- | --------------- | --------------- | --------------- | --------------- | --------------- | --------------- | --------------- | --------------- | --------------- | --------------- | --------------- |
| 역대 최고 기온 °C (°F)                                       | 17.8 (64.0)     | 21.3 (70.3)     | 24.9 (76.8)     | 29.9 (85.8)     | 33.5 (92.3)     | 35.6 (96.1)     | 38.1 (100.6)    | 38.2 (100.8)    | 36.1 (97.0)     | 31.5 (88.7)     | 26.0 (78.8)     | 23.8 (74.8)     | 38.2 (100.8)    |
| 일평균 최고 기온 °C (°F)                                     | 7.8 (46.0)      | 8.2 (46.8)      | 11.9 (53.4)     | 17.3 (63.1)     | 22.1 (71.8)     | 25.4 (77.7)     | 29.7 (85.5)     | 31.4 (88.5)     | 27.4 (81.3)     | 21.9 (71.4)     | 16.5 (61.7)     | 10.8 (51.4)     | 19.2 (66.6)     |
| 일일 평균 기온 °C (°F)                                       | 4.3 (39.7)      | 4.6 (40.3)      | 7.6 (45.7)      | 12.6 (54.7)     | 17.5 (63.5)     | 21.4 (70.5)     | 25.6 (78.1)     | 27.0 (80.6)     | 23.1 (73.6)     | 17.6 (63.7)     | 12.2 (54.0)     | 7.0 (44.6)      | 15.0 (59.1)     |
| 일평균 최저 기온 °C (°F)                                     | 1.1 (34.0)      | 0.9 (33.6)      | 3.2 (37.8)      | 7.8 (46.0)      | 13.0 (55.4)     | 17.8 (64.0)     | 22.3 (72.1)     | 23.5 (74.3)     | 19.5 (67.1)     | 13.6 (56.5)     | 8.0 (46.4)      | 3.3 (37.9)      | 11.2 (52.1)     |
| 역대 최저 기온 °C (°F)                                       | −6.0 (21.2)     | −6.8 (19.8)     | −4.1 (24.6)     | −0.7 (30.7)     | 4.2 (39.6)      | 7.9 (46.2)      | 14.2 (57.6)     | 15.2 (59.4)     | 10.1 (50.2)     | 3.8 (38.8)      | −0.7 (30.7)     | −3.5 (25.7)     | −6.8 (19.8)     |
| 평균 강수량 mm (인치)                                        | 257.1 (10.12)   | 161.9 (6.37)    | 148.1 (5.83)    | 122.6 (4.83)    | 141.0 (5.55)    | 143.1 (5.63)    | 192.7 (7.59)    | 175.1 (6.89)    | 226.3 (8.91)    | 162.7 (6.41)    | 170.7 (6.72)    | 297.3 (11.70)   | 2,196.2 (86.46) |
| 평균 강수일수 (≥ 1.0 mm)                                     | 22.8            | 17.9            | 15.6            | 12.0            | 11.3            | 11.4            | 12.6            | 9.8             | 12.6            | 12.7            | 15.0            | 21.2            | 174.9           |
| 평균 월간 일조시간                                           | 61.5            | 78.0            | 133.5           | 172.6           | 190.8           | 144.3           | 161.2           | 212.0           | 151.0           | 144.7           | 106.9           | 71.5            | 1,628           |
| 출처: 일본 기상청 (평년값: 1991년~2020년, 극값: 1978년~현재) |                 |                 |                 |                 |                 |                 |                 |                 |                 |                 |                 |                 |                 |

## 교통

### 철도
- 서일본 여객철도 오바마선

### 도로
- 마이즈루와카사 자동차도
- 국도 27호선